# Catharus dryas
El tordo pinto (Catharus dryas), también conocido como zorzal pecho amarillo, zorzal moteado o zorzalito overo, es una especie de ave paseriforme de la familia Turdidae. Es nativo de América Central.

## Distribución y hábitat
Su área de distribución incluye México, Guatemala, El Salvador, Honduras y Nicaragua.
Su hábitat natural incluye bosque húmedo tropical y subtropical y humedales como ríos, riachuelos y cataratas, entre los 175 y 1.800 m de altitud.

## Subespecies
Se distinguen las siguientes subespecies:
- Catharus dryas dryas
- Catharus dryas harrisoni
- Catharus dryas ovandensis

Las subespecies sudamericanas que se asignaban a Catharus dryas fueron transferidas a la rehabilitada Catharus maculatus.

## Descripción
Mide 17 a 18 cm de longitud. Pico, patas y anillo ocular de color naranja brillante; ojos oscuros. Cabeza negra, dorso gris oliváceo, pecho y vientre amarillos con abundantes puntos negruzcos, que se hacen manchas en los flancos.

## Alimentación
Se alimenta principalmente de insectos y también de lombrices, caracoles, bayas y frutas. Busca alimento en el sotobosque o en el suelo del bosque; en ocasiones se lo puede observar siguiendo tropas de hormigas guerreras.

## Reproducción
Construye un nido en forma de taza abierta, a una altura promedio de 1,4 m del suelo. La hembra pone dos huevos; el periodo de incubación dura 14 días y los pichones tardan en promedio 14 días en abandonar el nido. La incubación es realizada por la hembra y los pichones sonon cuidados por ambos padres.